# Smiřice (nádraží)
Smiřice jsou železniční stanice v jihozápadní části stejnojmenného města v okrese Hradec Králové v Královéhradeckém kraji, nedaleko řeky Labe. Leží na elektrizovaném úseku jednokolejné trati Pardubice–Liberec (3 kV ss) a dále na jednokolejné neelektrifikované trati Hněvčeves–Smiřice (pravidelná osobní přeprava ukončena roku 2011). Ve městě se dále nachází železniční zastávka Smiřice zastávka.

## Historie
Stanice byla vybudována jakožto součást Jihoseveroněmecké spojovací dráhy (SNDVB), autorem univerzalizované podoby stanice byl pravděpodobně architekt Franz Reisemann, který navrhoval většinu výpravních budov této dráhy. Práce zajišťovala brněnská stavební firmy bratří Kleinů a Vojtěcha Lanny. 4. listopadu 1857 byl se smiřickým nádražím uveden do provozu celý nový úsek trasy z Pardubic do Jaroměře, odkud byla trať od 1. června následujícího roku prodloužena dále až do Liberce.
V době svého vzniku byla stanice pouze rozšířeným strážním domkem. Jeho podobu se nedlouho po jeho výstavbě rozhodl radikálně změnit průmyslník a poslanec Johann Liebieg, majitel smiřického panství, který odmítl typizované návrhy architektů SNDVB a celý projekt financoval. V roce 1864 byla, pravděpodobně dle návrhu Libereckého architekta Gustava Sacherse, který pro Liebliga pracoval na více stavbách, otevřena nová nádražní budova v romantickém slohu.
25. března 1882 byla otevřena trať společnosti soukromou společností České obchodní dráhy (BCB) v úseku z Hněvčevsi, kde trať napojila na vlastní nově postavenou regionální železniční síť, na vlastní nádraží později označené jako Smiřice zastávka (nákladní doprava zde fungovala již o rok dříve). Obě nádraží spojila až krátká trať postavená BCB a zprovozněná 1. května 1895. Po zestátnění některých SNDVB v roce 1909 pak obsluhovala stanici jedna společnost, Císařsko-královské státní dráhy (kkStB), po roce 1918 pak správu přebraly Československé státní dráhy.

## Popis
Nachází se zde tři nekrytá jednostranná úrovňová nástupiště, k příchodu na nástupiště slouží přechody přes koleje.